# Holocraspedon nigripuncta
Holocraspedon nigripuncta är en fjärilsart som beskrevs av George Francis Hampson 1900. Holocraspedon nigripuncta ingår i släktet Holocraspedon och familjen björnspinnare. Inga underarter finns listade i Catalogue of Life.